# Paul Heaton
Paul David Heaton (* 9. Mai 1962 in Birkenhead, England) ist ein englischer Musiker.

## Leben und Wirken
Heaton war von 1983 bis 1988 Sänger der britischen Indie-Pop-Band The Housemartins, deren Songs er zusammen mit Stan Cullimore verfasste. Nach dem Ende der Housemartins gründeten Heaton und der Schlagzeuger Dave Hemingway 1988 die Nachfolgeband The Beautiful South, die sich 2007 auflöste. Die Stücke schrieb Heaton nun gemeinsam mit David Rotheray. 2001 erschien Heatons Soloalbum unter dem Titel Fat Chance, das er zuerst unter dem Namen Biscuit Boy veröffentlichte. Sein zweites Soloalbum, The Cross Eyed Rambler, erschien im Juli 2008. Im September 2010 erschien Heatons drittes Soloalbum Acid Country.
2014 tat sich Heaton wieder mit Jacqui Abbott zusammen, mit der er von 1994 bis 2000 schon bei The Beautiful South zusammen gesungen hatte. Mit dem gemeinsamen Album What Have We Become und dem Duettgesang konnten sie wieder an die alte Band-Popularität anknüpfen und erreichten Platz 3 der britischen Charts. 2015 erschien das Album Wisdom, Laughter and Lines, 2017 folgte Crooked Calypso. Im Jahr 2020 veröffentlichte Heaton das Album Manchester Calling. Im Oktober 2022 folgte die Veröffentlichung des Albums N.K-Pop.
Am 11. Oktober 2024 wurde das Album "The Mighty Several" veröffentlicht.